# Los Borrachos del Tablón
Los Borrachos del Tablón es la barra brava del Club Atlético River Plate de Argentina. Fue fundada en 1975, por Rubén Matute Coppola, en Núñez, Buenos Aires. Sin embargo, el nombre «Los Borrachos del Tablón» llega en 1977 y está inspirado en los célebres tablones de madera que formaban parte de las tribunas en casi todas las canchas y estadios de la Argentina.

## Historia

### 1996: La primera regla de terror
Bajo la jefatura de Luisito Pereyra y Edgar "Diariero" Butassi, la barra brava estuvo implicada en luchas y controversias. Aun así, la intensidad de implicación en delito y luchando no se compara con la actualidad. En 1996 después de un partido entre River Plate contra Club Atlético Independiente, una batalla contra los simpatizantes de Independiente (no la barra brava) pondría el principio del fin para Pereyra y Butassi en la organización. La batalla acabó con la muerte de Cristiano Rousoulis, hincha de Independiente acuchillado por miembros de Los Borrachos. Esto causó problemas internos tensos, dejando a ambos jefes Luisito y "El Diariero" impotentes. Más tarde, afrontarían los cargos relacionados al caso Rousoulis.

### 1997 - 2003: El ascenso de los "patovicas"
Las dos facciones de la barra brava estaban ahora bajo la jefatura de caras nuevas. Uno de los grupos, dirigidos por jefes "El Zapatero" y "El Monito" Saldivia, tuvo su base en el barrio Constitución. Existen rumores de que estuvieron ligados al partido político Partido Justicialista. "Los Patovicas," la otra facción, estuvo dirigida por dos amigos cercanos, quiénes eran de las terceras líneas de la organización con anterioridad a 1997. Estos dos eran hombres de clase media: Adrian Rousseau y Alan Schlenker, quién vivió en el barrio de clase alta de Belgrano. En 2002, antes de un River Plate - Newell's Old Boys, Los Patovicas se enfrentaron a la barra brava del equipo rosarino fuera del estadio, para mostrar su poder y para intimidar al grupo dirigido por El Zapatero y El Monito. Cuando los números de la facción empezaron a aumentar, las otras facciones de la Hinchada no tuvieron más elección que unirse a la facción de Schlenker y Rousseau. Mientras José María Aguilar acababa su primer año como presidente de River, Los Patovicas se mostraron a cargo de "Los Borrachos del Tablón", empezaron a "limpiar" la facción y enviar mensajes a todo aquellos con "malas intenciones". Nazareno, uno de los miembros, fue golpeado por un robo a Hinchas en el estadio. Más tarde la banda de Fuerte Apache dirigido por Martín Stambuli se unió a "Los Patovicas".

### 2003 - 2006: Convirtiéndose en una de las barras más temidas en Argentina

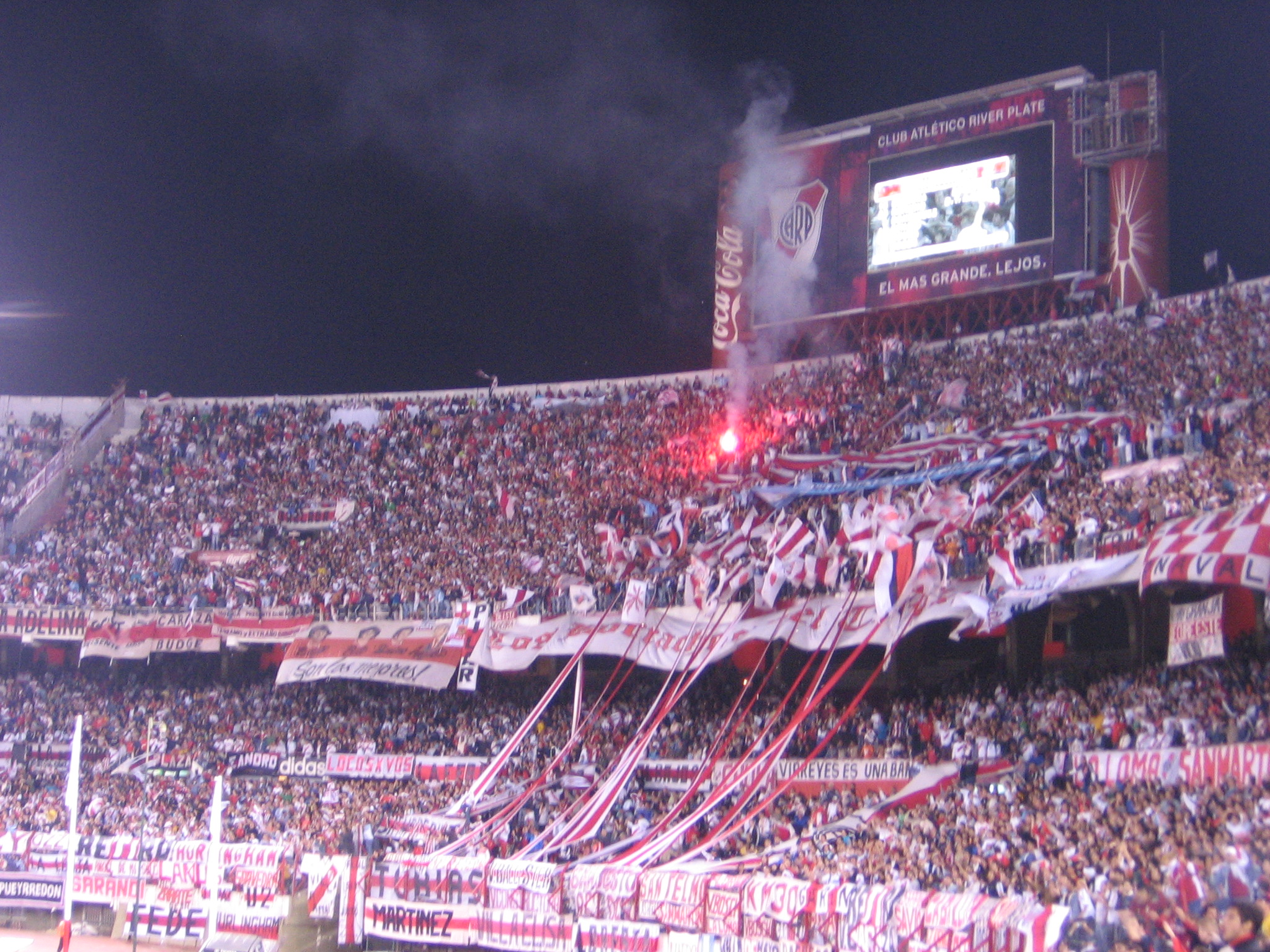
Los Borrachos del Tablón en un partido contra el Corinthians por la CONMEBOL Libertadores

Con soporte significativo de miembros del Tablón y organización excepcional, "Los Borrachos del Tablón" se convirtió en una de las barra bravas más temidas y respetadas de Argentina. Transporte, ventas, servicios, banderas robadas de otras barras bravas, y las armas eran evidencia del poder de esta temida barra brava. El año siguiente, mientras llegaban a Rosario para ver el partido contra Rosario Central, Los Borrachos se cruzaron con un colectivo que llevaba a la barra brava de Newell's en la Ruta 9, en una batalla donde fueron asesinados dos hinchas del club rosarino. Hasta el día de hoy, algunos miembros de Los Borrachos aún enfrentan cargos por las muertes. Uno de los integrantes, cercanos a William Schlenker (hermano de Alan), también afrontó cargos por golpear a un universitario estudiantil quién llevaba pantalones cortos de Rosario Central en un restaurante del barrio de Belgrano. Otro encuentro tuvo lugar en la Copa Libertadores frente a Corinthians. La hinchada se enfrentó a la policía fuera del Estadio en Brasil.

### Copa del Mundo de Alemania 2006
Durante el Mundial 2006, el poder de "Los Borrachos del Tablón" llegó a Alemania. Tuvieron relaciones grandes con los jugadores, y llegaron a una posición financiera grande (ingresos de $ 70,000 al mes). Mientras otras barras bravas, como la de Boca e Independiente, tuvieron que quedarse en sitios como República Checa y Polonia debido a altos costos, Los Borrachos eran capaces de quedarse en Múnich y se rumorea que los líderes se quedaron en la casa de Martin Demichelis. Durante los juegos no utilizaron las butacas y se quedaron parados todo el tiempo, causando que la FIFA tuviera que suspenderlos de cualquier otro partido en el mundial. La Barra brava contrató abogados alemanes superiores y finalmente fueron capaces de revocar la decisión de la FIFA. Regresaron de Alemania con bolsillos llenos y muchos creen que la arrogancia fue el comienzo de su declive. Cuándo volvieron de Alemania, la Hinchada fue a Paraguay para ver el partido Libertad vs River, por la Copa Libertadores de América. River estaba abajo 3-1 en la el segundo tiempo, y Los Borrachos del Tablón empezaron a luchar con la policía. Durante la pelea vestían camisetas de River Plate y fueron grabados en video. La justicia de Paraguay presentó cargos contra los principales jefes de la firma.

### 2006 - 2009: La guerra de poder y el asesinato de Gonzalo Acro
Los líderes Adrian Rousseau y Alan Schlenker empezaron a tener sus diferencias, hasta el punto que se dividieron las facciones. Después de la división, hubo serias luchas entre grupos leales a los diferentes líderes. El más grave ocurrió el 11 de febrero de 2007, en qué tiene sido bautizado "La Batalla de los Quinchos," desde que sucedió en ese tramo recreativo del Estadio Antonio Monumental Vespucio Liberti, los tribunales Argentinos decidieron cerrar los Estadios por tres partidos. El 6 de mayo de 2007, los dos grupos lucharon otra vez, esto fue justo fuera del estadio después de un partido, dos personas fueron acuchilladas, y hubo otros daños menores. Más tarde, volvieron a luchar otra vez pero esta vez en un estacionamiento de un Wal-Mart. La noche del 7 de agosto, Gonzalo Acro (mano derecha de Rousseau) fue asesinado de tres disparos cuando volvía de un gimnasio. Acro murió un día después. Inmediatamente después de su muerte, parientes y Rousseau salieron a los medios de comunicación, reclamando que Acro no fue implicado en la lucha de poder. Los Hermanos Schlenker eran inmediatamente culpados y acusados del asesinato; aun así, negaron todo. Alan Schlenker tuvo que esconderse en Córdoba. La mayoría de los miembros de la barra brava aun son sospechosos, sin embargo solo Alan Schlenker y Willian Schlenker fueron condenados a cadena perpetua. En 2009, "El Colo" Luna, quien se escondía en Barcelona e Italia, admitió ser el asesino a través de un vídeo en donde declara que accidentalmente disparó con la mano izquierda a Acro. Más tarde, fue encontrado por la policía italiana y lo arrestaron.

### 2009-actualidad: División de facciones y derecho de admisión
Tras la condena de los Hermanos Schlenker (acusados de asesinato en 2007) hubo una división de facciones, entre las que pertenecían a la barra brava oficial y a la disidente. Guillermo "Caverna" Godoy tomó el mando de líder junto a Martín Araujo y Leandro Ferraras en la facción oficial mientras que Martin "Saviolita" Núñez y Alejandro "El Zapatero" Flores se hicieron cargo de la barra brava disidente. Tuvieron su primer enfrentamiento en el estadio José Amalfitani en donde la banda disidente emboscó a la barra oficial y le robó cuatro bombos en la zona Norte del estadio. En noviembre de 2014 se volvió a repetir la situación, esta vez en la confitería del Estadio Antonio Vespucio Liberti.
Antes de la final de la copa Libertadores de América 2018, se produjeron varios allanamientos al líder de la barra oficial: Guillermo "Caverna" Godoy. En uno de ellos, que se llevó a cabo en el domicilio de Godoy, se encontraron 300 tickets para el partido, casi 8 millones de pesos en efectivo, indumentaria y elementos tecnológicos. Unas horas antes del partido, ocurrió un ataque de hinchas al colectivo que transportaba a los jugadores de Boca Juniors, los medios de comunicación apuntaron a la barra y a su líder Godoy de la causa del hecho. Tras esto, se aplicó el derecho de admisión por tiempo indeterminado a 284 integrantes de la barra brava oficial de River.
Aprovechando la situación, la barra brava disidente vuelve a aparecer el 18 de septiembre de 2019, frente a Godoy Cruz, con la presencia ya de Ariel "Pato" Calvici de regreso (había dejado la tribuna en 2013, luego de la amenaza de un policía de alto rango, mandado por Martin Araujo). Y después de esto, la barra brava se siguió presentando en todos los partidos restantes de Copa Argentina. En agosto de 2020 fallece el líder de la barra disidente, Martin Núñez-
En 2021, luego de la Pandemia y de la vuelta del fútbol, no se le dio a la facción oficial la posibilidad de entrar al estadio Monumental debido al continuo derecho de admisión (La facción disidente se hacía presente pero sin llamar la atención). Sin embargo las barras se siguieron presentado afuera de los estadios, en encuentros y en banderazos. El más llamativo se hizo presente en la puerta del Hotel Hilton donde el equipo se alojaba, allí la facción oficial estuvo despidiendo a los jugadores y el cuerpo técnico. El plan de la Barra brava oficial para la vuelta a los estadios era la incorporación de nuevos barras bravas, sin derecho de admisión. La vuelta definitiva se hizo en diciembre de 2021, en la final del Trofeo de campeones de superliga frente a Colon. Grupos como el de "Beccar" y los de "Budge" (pertenecientes a la "Facción Oficial") estuvieron con bombos y banderas en la popular del estadio Madre de Ciudades Y luego de esto regresaron al estadio Monumental. Sin embargo en la previa de un partido de River Plate frente a Argentinos Juniors, se detuvo a 250 miembros de la barra oficial. Lo que provocó que se impida su entrada al estadio. Guillermo Godoy quedó con prisión domiciliaria y sin el liderazgo que tenía en la barra.
En octubre de 2022, se produjeron rumores de una alianza entre la facción de "Beccar" (Parte de la facción oficial) y la disidente. Esto se terminó de confirmar en la última fecha del Campeonato de Primera División 2022, en un "banderazo" previo a la partida del Club Atlético River Plate hacia Avellaneda, para disputar un partido frente a Racing Club. 
En la actualidad, la parte mayoritaria (solo los que no tienen derecho de admisión) de la barra brava volvió a estar presente en las tribuna "Sívori" del estadio Mas Monumental del River Plate. Sin embargo, lo hacen sin la presencia de tirantes, ni banderas. Todo esto debido a una política del club.

## Características generales

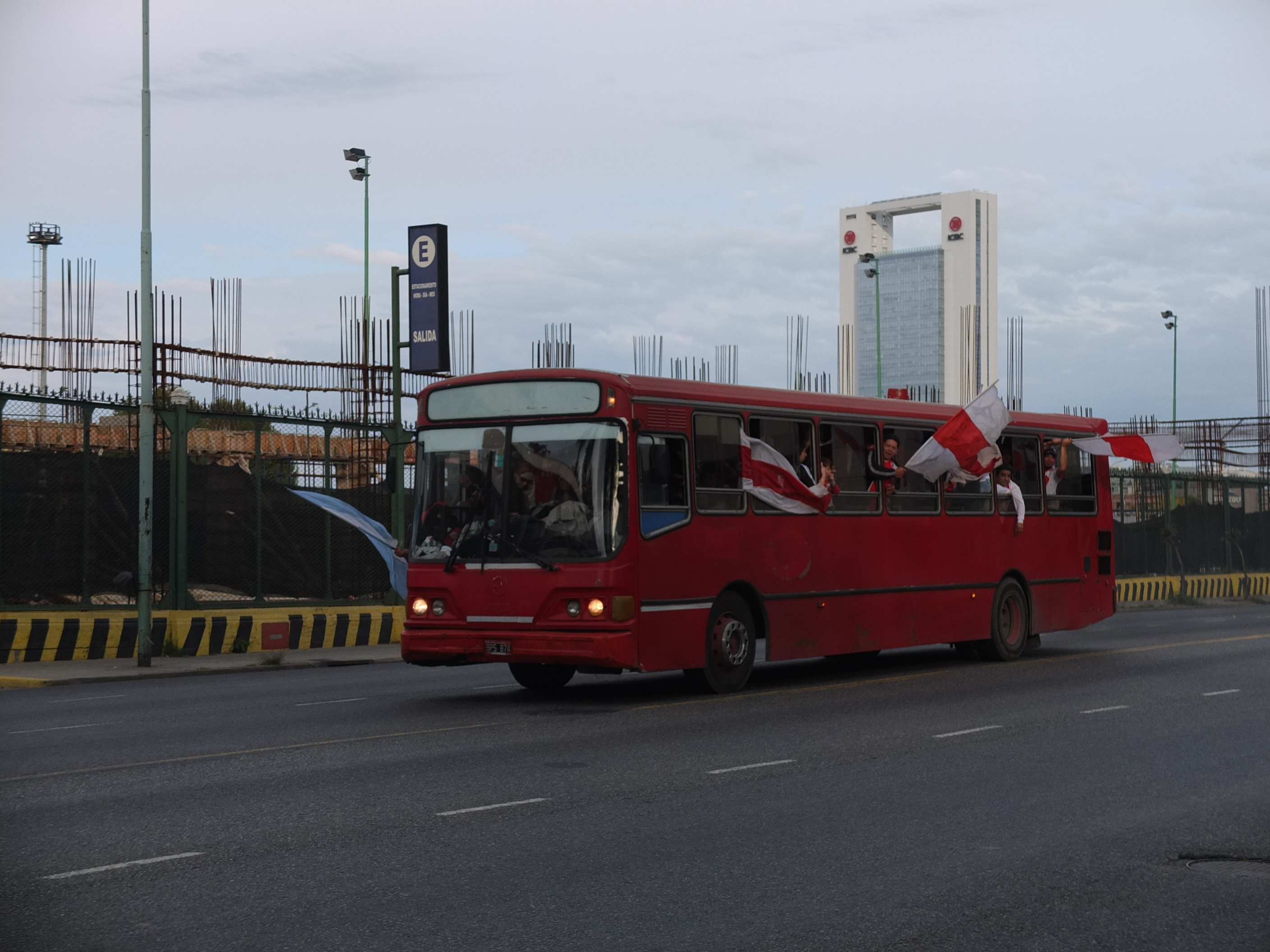
Aficionados de River Plate camino al estadio, Buenos Aires, Argentina.

Una de los principales rasgos que caracteriza a esta hinchada de las demás, es la ausencia de Trompetas. Ya que creen que no son necesarias para tener "aliento" por su club. Por otro lado, las otras hinchadas los acusan de poseer contactos políticos de primer nivel. Y dan este ejemplo: «Una vez, los de Platense robaron banderas de River de un auto estacionado en Cabildo. A los dos días las debieron devolver por gestiones de la Policía». Sin embargo, se ha visto a la barra llegar de visitante a otros estadios sin la presencia de policías ni otra seguridad, como lo hacen otras hinchadas.
Lo que los mismos rivales reconocen, es que son innovadores. Desde los 80, se presencio grandes recibimientos con trapos gigantes, bengalas y tirantes. En Alemania 06 fueron la barra que más integrantes llevaron: 42 miembros. Toda la primera línea de LBDT estuvo presente. Mientras la barra de Boca y los de Independiente paraban en República Checa para bajar gastos, la de River tenía dos búnkeres: los de menor rango, un campamento de Múnich (donde tuvieron un enfrentamiento con policías) y los jefes, en la casa del exjugador de River, Martin Demichelis. También se sabe que hubo un periodo entre los 80 y principios del siglo que la barra no tenía ningún financiamiento ilegal, y todo lo que pagaban eran por mérito propio. En cambio, actualmente se conoce la intervención de la barra en el club. La misma maneja el negocio de "trapitos" afuera del estadio, la venta de entradas falsas, etc.
La hinchada de River se diferencia y se caracteriza por ser de «Paladar Negro», término futbolero usado y referido hacia la exigencia al jugador, el buen juego con habilidad y el perfeccionismo dentro del campo de juego.

## Relaciones externas

### Rivalidades
Los Borrachos del Tablón tienen una rivalidad histórica con La 12 del Boca Juniors, con quien comparte el Superclásico del fútbol argentino. 
Otras históricas rivalidades son con la Barra del Rojo de Independiente, la Butteler de San Lorenzo, la Fiel de Platense y La Guardia Imperial de Racing Club.

### Enfrentamientos
A lo largo de la historia, se involucro a "Los Borrachos del tablón" en varios combates contra otras barras bravas y hasta con la policía. Como se dio en 2005, en un encuentro de Copa Libertadores entre Sao Paulo y River Plate. Antes de comenzar el partido, hubo enfrentamientos con la policía brasileña en el sector donde estaban ubicados los hinchas de River. La policía reprimió con palazos, mientras que la barra de River respondió con golpes, piedras y palos, dejando heridos a 15 efectivos brasileños heridos. Finalmente, este grupo de 200 hinchas echó de la tribuna a la policía. Otro hecho se dio en 2006, donde River Plate se enfrentaba de visitante ante Libertad de Paraguay. Allí los locales arrojaron proyectiles ante la barra de River en el primer tiempo. Además la Policía decidió levantar un cordón humano y amontonar a los hinchas visitantes en el medio. En el segundo tiempo, mientras Los Borrachos terminaban de sacar sus banderas, en medio de los piedrazos se escuchó un balazo, se vio el accionar de diez policías y el acorralamiento hacia los alambrados perimetrales. En el tumulto, se quemaron dos trapos que tapaban publicidades. Mientras caían refuerzos en las fuerzas de seguridad, Los Borrachos arrinconaron a golpes y tirando butacas a la Policía contra el alambrado, que tuvo que reaccionar disparándole balas de goma y gases a los hinchas. Hubo 20 detenidos y un herido. A la salida también hubo enfrentamientos entre los hinchas de River y la policía.
Otro enfrentamiento muy conocido se dio en 2002, entre Los Borrachos del Tablón y La 12 (barra brava de Boca Juniors) en un superclásico de verano. Los plateistas de River Plate intentaron robarles banderas a los plateistas de Boca Juniors, pero esta se resistió. Minutos después de iniciado el conflicto el árbitro decidió suspender el partido. Al pasar esto hubo un enfrentamiento entre la barra brava de Boca Juniors y una de las facciones de Los Borrachos del Tablón, que estaban en inferioridad numérica. Al pasar los minutos la policía comenzó a tirar gases lacrimógenos hacia las dos hinchadas. Más tarde en el playón del estadio se da otro enfrentamiento entre las 2 hinchadas, donde particularmente pelean 2 líderes de las dos barras (Alan Schlenker y Rafael Di Zeo).